# Władysław Augustynowicz
Władysław Augustynowicz herbu Odrowąż (ur. 21 stycznia 1874, zm. 23 października 1949) – polski sędzia, urzędnik ministerialny II RP.

## Życiorys
Podczas I wojny światowej pełnił funkcję sędziego powiatowego w Miechowie. Sprawował urząd sędziego okręgowego w Kielcach, a w 1918 został mianowany przez Radę Regencyjną wiceprezesem sądu okręgowego w Kielcach. 
Po odzyskaniu przez Polskę niepodległości został urzędnikiem Ministerstwa Sprawiedliwości. W pierwszej połowie lat 20. był dyrektorem Departamentu Więziennictwa MS, później dyrektorem Departamentu Administracyjnego MS, z tej funkcji został mianowany notariuszem w Mińsku Mazowieckim w okręgu Sądu Okręgowego w Warszawie od 1 września 1925. W okresie między 1925 a 1927 był szefem Departamentu Karnego MS.
Jego żoną została Maria Moskwa-Iwicka (1870-1905), z którą miał syna Stanisława (1903-1978).

## Odznaczenia
- Krzyż Komandorski Orderu Odrodzenia Polski (2 maja 1923)[6].
- Kawaler Orderu Franciszka Józefa – Austro-Węgry (1916)[7].